# American Research Center in Egypt
L'American Research Center in Egypt (anche ARCE) è un'istituzione di ricerca archeologica specializzata in Egitto, in particolare l'Egittologia e la Coptologia.

## Storia
L'ARCE fu fondato nel 1948  a Boston da Edward W. Forbes, allora direttore del Fogg Art Museum di Harvard, e da Sterling Dow, presidente dell'Archaeological Institute of America, con l'intenzione di creare un centro di ricerca in Egitto sul modello di simili istituti greci e romani. La sede egiziana fu inaugurata nel 1951, presso l'Office of U.S. Information and Educational Exchange dell'ambasciata statunitense di Il Cairo. Nei primi anni ricevette pesanti finanziamenti dal Dipartimento di Stato degli Stati Uniti d'America. Nel 1962 venne pubblicata la prima edizione del Journal of the American Research Center in Egypt. Tutti i dipendenti statunitensi furono evacuati dall'Egitto durante la guerra dei sei giorni, ma fecero ritorno dopo la fine delle ostilità, anche se Stati Uniti ed Egitto non ripresero le normali relazioni diplomatiche prima del 1974. In seguito al tremendo terremoto del 1992, l'ARCE fu scelto dall'USAID per gestire i fondi dedicati al restauro del retaggio culturale tangibile dell'Egitto.

## Attività correnti
Ancora oggi l'ARCE mantiene la sua sede nel quartiere della Città Giardino di Il Cairo, con una sede distaccata a Luxor. Le sedi statunitensi si trovano a San Antonio, in Texas. L'ARCE gestisce anche un corso estivo di lingue dedicato agli studenti universitari che intendono perfezionare il proprio arabo. Sono stati istituiti premi per i ricercatori, e lavora con il Consiglio Supremo di Antichità e con i suoi membriu istituzionali per conservare e scavare i siti sparsi per l'Egitto, tra cui i siti di Nekheb, il precincto di Mut, il Monastero rosso, il tempio di Khonsu, il tempio di Luxor, il tempio di Ramses II ad Abydos e la moschea di Aslam al-Silahdar a Il Cairo. Oltre al JARCE, il Centro pubblica monografie di studiosi su soggetti legati alla cultura ed alla storia egiziana. Negli Stati Uniti, filiali locali dell'ARCE operano per aumentare l'interesse e la comprensione della storia e cultura egizia della grande massa.